# Dritan Babamusta
Dritan Babamusta (6 de Setembro de 1981, Durrës, Albânia) é um futebolista albanês que joga como meio campo atualmente pelo Besa Kavajë da primeira divisão do futebol albanês.